# خوان مانويل فالكون
خوان مانويل فالكون (بالإسبانية: Juan Falcón) هو لاعب كرة قدم فنزويلي، ولد في 24 فبراير 1989 في أكاريغوا ‏ في فنزويلا. شارك مع منتخب فنزويلا لكرة القدم. أما مع النوادي، فقد لعب مع إنديبنديينتي سانتا في وديبورتيفو لارا ومينيروس دو غويانا ونادي الفتح ونادي بورتوغيزا ونادي زامورا ونادي ميتز.

## مسيرته الكروية
لعب خوان مانويل فالكون خلال مسيرته الاحترافية مع 9 أندية في خمسة عشر موسمًا وسجل خلالها 75 هدفًا ضمن 256 مباراة. حيث فاز في موسم واحد بالكأس وفي ثلاثة مواسم بالدوري.
خاض خوان مانويل فالكون مسيرته مع نادي بورتوغيزا في موسم 2006–07 لمدة موسم واحد، مشاركًا في مباراة ولم يسجل أي هدف. ثم انتقل إلى Llaneros Escuela de Fútbol ‏ في موسم 2007–08 واستمر معه طيلة ثلاثة مواسم، حيث شارك في 63 مباراة سجل خلالها 14 هدفًا. لينتقل بعدها إلى Trujillanos F.C. ‏ في موسم 2010–11 ولمدة موسمين، مشاركًا في 42 مباراة سجل خلالها 6 أهداف. ثم انتقل إلى نادي زامورا في موسم 2012–13 في المرة الأولى ولمدة موسمين ثم ما بين عامي 2017 و2018 لمدة موسم واحد، مشاركًا طوالها في 73 مباراة سجل خلالها 41 هدفًا. هذا وانتقل لاحقًا إلى نادي ميتز في موسم 2014–15 ولمدة موسمين، مشاركًا في 32 مباراة سجل خلالها 5 أهداف. ثم انتقل بعدها إلى نادي الفتح في موسم 2015–16 لمدة موسم واحد، مشاركًا في 11 مباراة سجل خلالها هدفين. ليعود وينتقل من جديد، لكن هذه المرة إلى نادي إنديبنديينتي سانتا في ما بين عامي 2016 و2017 لمدة موسم واحد، مشاركًا في 12 مباراة سجل خلالها هدفين أيضًا. لينتقل بعدها إلى نادي ديبورتيفو لارا ما بين عامي 2018 و2019 لمدة موسم واحد، مشاركًا في 14 مباراة سجل خلالها 4 أهداف.

## وصلات خارجية
- خوان مانويل فالكون على موقع قاعدة بيانات كرة القدم.إي يو (الإنجليزية)
- خوان مانويل فالكون على موقع ناشيونال فوتبول تيمز (الإنجليزية)
- خوان مانويل فالكون على موقع Soccerway.com (الإنجليزية)
- خوان مانويل فالكون على موقع AS.com (الإسبانية)